# Лудвиг I (херцог на Бавария)
Лудвиг I (на немски: Ludwig I. der Kelheimer; * 23 декември 1173, Келхайм; † 15 септември 1231, Келхайм) от фамилията Вителсбахи, e херцог на Бавария и пфалцграф при Рейн. Той получава допълнителното име Келхаймерски, след като става жертва на атентат в Келхайм.

## Биография
Лудвиг I е син на херцог Ото I „Червената глава“ († 11 юли 1183) и го наследява на 10 години на трона. Неговата майка Агнес (1150 – 1191/1192, графиня на Лоон, дъщеря на граф Лудвиг I, и чичо му водят управлението до неговото пълнолетие.
Император Хайнрих VI му помага да си запази херцогството. През 1194 г. той го придружава в Италия в неговия втори поход за завладяване на Кралство Сицилия за наследничката Констанс Сицилианска, съпругата на Хайнрих VI. След смъртта на Хайнрих VI той остава един от най-важните привърженици на Филип Швабски.
Лудвиг I основава през 1204 г. Ландсхут, 1218 г. Щраубинг Нойщат и 1224 г. Ландау.
След убийството на Филип Швабски през юни 1208 г. Лудвиг признава досегашния геген-крал Ото IV, който му благодари като признава наследствеността на Херцогство Бавария. Така той поставя основния камък за владетелството на Вителсбахите за повече от 700 години в Бавария.
През 1214 г. Лудвиг получава Пфалцграфство при Рейн и оттогава той има право да носи Лъвът в своя герб. През 1221 г. той участва в Петия кръстоносен поход в Египет. Там той попада през август в плен на султан Ал-Камил и е освободен по-късно с откуп. В Германия той става по желание на Фридрих II настойник на крал Хайнрих (VII).
През 1231 г. Лудвиг е убит на моста в град Келхайм. Неговият гроб се намира в манастир Шайерн. Неговият син и наследник, Ото Светейший събаря моста следващата година и преобразува вратата на капела.

## Фамилия
Лудвиг I се жени през края на октомври 1204 г. в Келхайм за Людмила Чешка от Бохемия (* 1170, † 4 август 1240), вдовица на граф Адалберт III фон Боген (1165 – 1197). Тя е дъщеря на Фредерик (херцог на Бохемия) от династията Пршемисловци и на Алжбета Унгарска. Двамата имат само един син:
- Ото II (1206 – 1253), през 1222 г. се жени за принцеса Агнес (1201 – 1267), дъщеря на херцог Хайнрих от Саксония и съпругата му пфалцграфиня Агнес при Рейн.